# Gemeinde Drenas
Die Gemeinde Drenas (albanisch Komuna e Drenasit oder auch Komuna e Gllogocit, serbisch Општина Глоговац Opština Glogovac) ist eine Gemeinde im Kosovo. Sie liegt im Bezirk Pristina. Verwaltungssitz ist die Stadt Drenas.

## Geographie
Die Gemeinde Drenas befindet sich im Zentrum des Kosovo. Im Norden grenzt sie an die Gemeinde Mitrovica e Jugut, im Süden an die Gemeinden Malisheva und Lipjan, sowie im Osten an die Gemeinden Fushë Kosova und Obiliq. Insgesamt befinden sich 37 Dörfer in der Gemeinde, ihre Fläche beträgt 290 km². Zusammen mit den Gemeinden Pristina, Podujeva, Gračanica, Lipjan, Obiliq, Novo Brdo und Fushë Kosova bildet sie den Bezirk Pristina.

## Bevölkerung
Die aktuellste amtliche Schätzung von 2021 beziffert die Einwohnerzahl der Gemeinde auf 61.145.
Die letzte Volkszählung aus dem Jahr 2011 ergab für die Gemeinde Drenas eine Einwohnerzahl von 58.531, hiervon waren 58.445 (99,85 %) Albaner, 14 Bosniaken, fünf Türken, zwei Serben und zwei Balkan-Ägypter.
57.987 deklarierten sich als Muslime, 66 als Katholiken, drei als Orthodoxe und neun gehörten keiner Religionsgemeinschaft an.
| Zensus    | 1948   | 1953   | 1961   | 1971   | 1981   | 1991   | 2011   | 2021   |
| --------- | ------ | ------ | ------ | ------ | ------ | ------ | ------ | ------ |
| Einwohner | 16.177 | 17.683 | 21.125 | 28.188 | 39.141 | 53.618 | 58.531 | 61.145 |

| Ethnie    | Albaner | Serben | Türken | Bosniaken | Balkan-Ägypter | Andere | Unbekannt | Antwort verweigert |
| --------- | ------- | ------ | ------ | --------- | -------------- | ------ | --------- | ------------------ |
| Einwohner | 58.445  | 2      | 5      | 14        | 2              | 22     | 38        | 3                  |

| Religion  | Muslime | Orthodoxe | Katholiken | Konfessionslose | Andere | Unbekannt | Antwort verweigert |
| --------- | ------- | --------- | ---------- | --------------- | ------ | --------- | ------------------ |
| Einwohner | 57.987  | 3         | 66         | 9               | 19     | 57        | 390                |

## Orte
Die Liste der Orte in der Gemeinde Drenas soll einen Überblick über die 38 Wohnorte innerhalb der Gemeinde verschaffen.
| Albanisch           | Serbisch        | Einwohnerzahl (Volkszählung 2011) |
| ------------------- | --------------- | --------------------------------- |
| Abria e Epërme      | Gornje Obrinje  | 1776                              |
| Arllat              | Orlate          | 3134                              |
| Baica               | Banjica         | 2307                              |
| Çikatova e Re       | Novo Čikatovo   | 2026                              |
| Çikatova e Vjetër   | Staro Čikatovo  | 1261                              |
| Dobroshec           | Dobroševac      | 1457                              |
| Domanek             | Domanek         | 706                               |
| Drenas              | Glogovac        | 6143                              |
| Fushtica e Epërme   | Gornja Fuštica  | 984                               |
| Fushtica e Poshtme  | Donja Fuštica   | 1066                              |
| Gllabar             | Globare         | 1526                              |
| Gllanasella         | Gladno Selo     | 1591                              |
| Godanc              | Godance         | 358                               |
| Gradica             | Gradica         | 842                               |
| Gjergjica           | Đurđica         | - 1                               |
| Kishnareka          | Kišna Reka      | 1504                              |
| Komoran             | Komorane        | 4393                              |
| Korrotica e Epërme  | Gornja Koretica | 1240                              |
| Korrotica e Poshtme | Donja Koretica  | 972                               |
| Krajkova            | Krajkovo        | 1181                              |
| Likoshan            | Likošane        | 600                               |
| Llapushnik          | Lapušnik        | 3433                              |
| Negroc              | Negrovce        | 1540                              |
| Nekoc               | Nekovce         | 3118                              |
| Poklek              | Poklek          | 1967                              |
| Polluzha            | Poluža          | 1017                              |
| Flamuras            | Stankovce       | 1437                              |
| Shtrubullova        | Štrbulovo       | 1102                              |
| Shtutica            | Štutica         | 934                               |
| Tërdec              | Trdevac         | 1121                              |
| Tërstenik           | Trstenik        | 3903                              |
| Vasileva            | Vasiljevo       | 634                               |
| Vërboc              | Vrbovac         | 1247                              |
| Vuçak               | Vučak           | 369                               |
| Zabel i Epërm       | Gornji Zabelj   | 565                               |
| Zabel i Ulët        | Donji Zabelj    | 1077                              |